# نادي الرياضة النسائية بالمكنين
نادي الرياضة النسائية بالمكنين (بالفرنسية: Club du sport féminin de Moknine) هو نادي كرة يد تونسي من مدينة المكنين في ولاية المنستير بالساحل التونسي، يلعب هذا الفريق في الدوري التونسي لكرة اليد للسيدات.

## سجل ألقاب النادي
- بطل تونس  (1):

الوصيف (1) : 2024
- كأس تونس :

الوصيف (3) : 2023 ،2024،2025
- البطولة العربية  (1) 2022.

- دوري أبطال أفريقيا (0):

المرتبة الثالثة  (1): 2022.

## وصلات خارجية
- صفحة نادي الرياضة النسائية بالمكنين على موقع كوووة.
- الموقع الرسمي للجامعة التونسية لكرة اليد.